# Northern Pacific Railway
Die Northern Pacific Railway (NP) war eine Eisenbahngesellschaft, die in den nördlichen US-Bundesstaaten Idaho, Minnesota, Montana, North Dakota, Oregon, Washington und Wisconsin operierte und internationale Strecken nach Winnipeg in Manitoba und in das südöstliche British Columbia betrieb. Sitz des Unternehmens war St. Paul im Bundesstaat Minnesota. Die Gesellschaft wurde auf Initiative der Regierung in Washington gegründet, um eine transkontinentale Eisenbahnverbindung im Norden der Vereinigten Staaten zu bauen. Der goldene Nagel wurde vom ehemaligen US-Präsidenten Ulysses S. Grant am 8. September 1883 in Montana eingeschlagen. 1970 ging die Northern Pacific in der Burlington Northern Railroad auf.

## Streckennetz

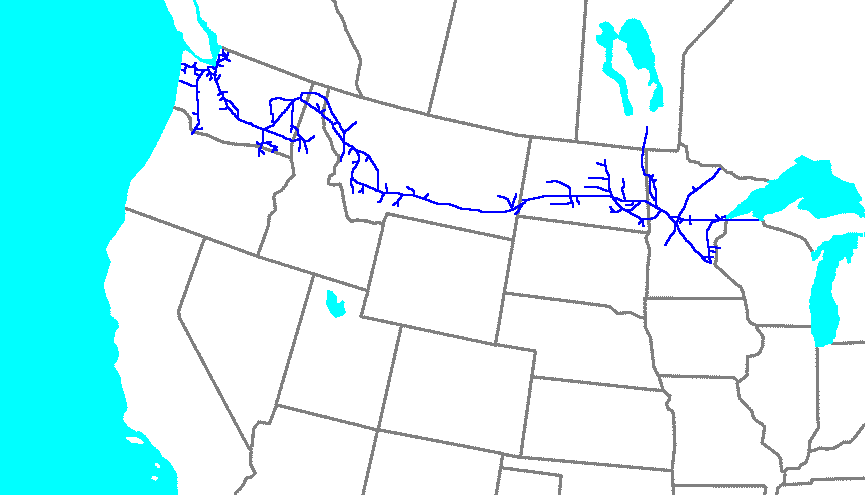
Streckennetz

Das nach Stand von 1929 6784 Meilen (etwa 10.900 km) umfassende Streckennetz bestand im Groben aus der Hauptstrecke von Duluth am Oberen See nach Seattle. Die Strecke führte über Fargo, Bismarck, Glendive, Billings, Missoula, Spokane und Tacoma. Die Great Northern Railway verlief größtenteils weiter nördlich und die Chicago, Milwaukee, St. Paul and Pacific Railroad (Milwaukee Road) meist südlich und über South Dakota. In Tacoma verzweigte sich die Ost-West-Achse in eine nordwärts führende Strecke zur kanadischen Grenze und in eine südwärts führende nach Portland. Weitere wichtige Strecken führten in Minnesota nordwärts nach Winnipeg, weiter östlich nordwärts nach International Falls an der Grenze zu Ontario, von Duluth ostwärts nach Ashland (Wisconsin) sowie jeweils von Staples (Minnesota) und Duluth südost- und südwärts zur Metropolregion Minneapolis-Saint Paul.
1949 teilte sich das Streckennetz von 6889 Meilen (11.087 km) auf 2831 Meilen (4556 km) Haupt- und 4057 Meilen (6529 km) Nebenstrecken auf, die von sieben Bahndirektionen (Divisions) verwaltet wurden: Lake Superior mit Sitz in Duluth, St. Paul mit Sitz in Minneapolis, Fargo mit Sitz in Fargo, Yellowstone mit Sitz in Glendive, Rocky Mountain mit Sitz in Missoula, Idaho mit Sitz in Spokane und Tacoma mit Sitz in Tacoma.

## Geschichte
Die Eisenbahngesellschaft entstand am 2. Juli 1864 als Northern Pacific Railroad. Als Strecke war eine Verbindung vom Oberen See zum Puget Sound vorgesehen, mit der große Landflächen für Landwirtschaft, Viehhaltung, Forstbewirtschaftung und Bergbau erschlossen werden sollten. Zur Unterstützung des Baus der Eisenbahn erhielt die Gesellschaft Staatsland entlang der Strecke und es wurden Schuldverschreibungen in Höhe von 30 Millionen Dollar ausgegeben. Als erster Präsident wurde Josiah Perham gewählt, nach dem Perham (Minnesota) benannt wurde. Mit den Bauarbeiten wurde 1870 begonnen. Man begann in Carlton (Minnesota), wo eine Verbindung zur Lake Superior and Mississippi Railroad bestand, die zwei Jahre später angemietet wurde und damit die Verbindung nach Duluth sicherte. 1873 war die Strecke bis Bismarck am Missouri River in North Dakota sowie am westlichen Ende die Verbindung von Kalama am Columbia River nach Tacoma am Puget Sound fertiggestellt.
Während der Wirtschaftskrise von 1873 geriet die Northern Pacific in Schwierigkeiten und musste am 30. Juni 1875 Konkurs anmelden. Mit der Reorganisation des Unternehmens wurden die Schuldverschreibungen in Aktien umgewandelt. Der Bahnbau wurde 1877 zumindest in kleinem Umfang wiederaufgenommen: Von Tacoma wurde eine Zweigstrecke südöstlich nach Puyallup und eine weitere zu den Kohlefeldern um Wilkeson gebaut. Ein Großteil der dort geförderten Kohle wurde über Tacoma nach San Francisco transportiert, wo sie für die Dampflokomotiven der Central Pacific Railroad benötigt wurde. In einer kurzen Phase übernahm von 1879 bis 1881 der Rechtsanwalt Frederick H. Billings den Vorstandsvorsitz. Die Neuausrichtung der Gesellschaft, Anleihenverkäufe und ein gesamtwirtschaftlicher Aufschwung erlaubten es, erstmals durch einen Vertrag 100 Meilen westwärts über den Missouri River zu bauen.

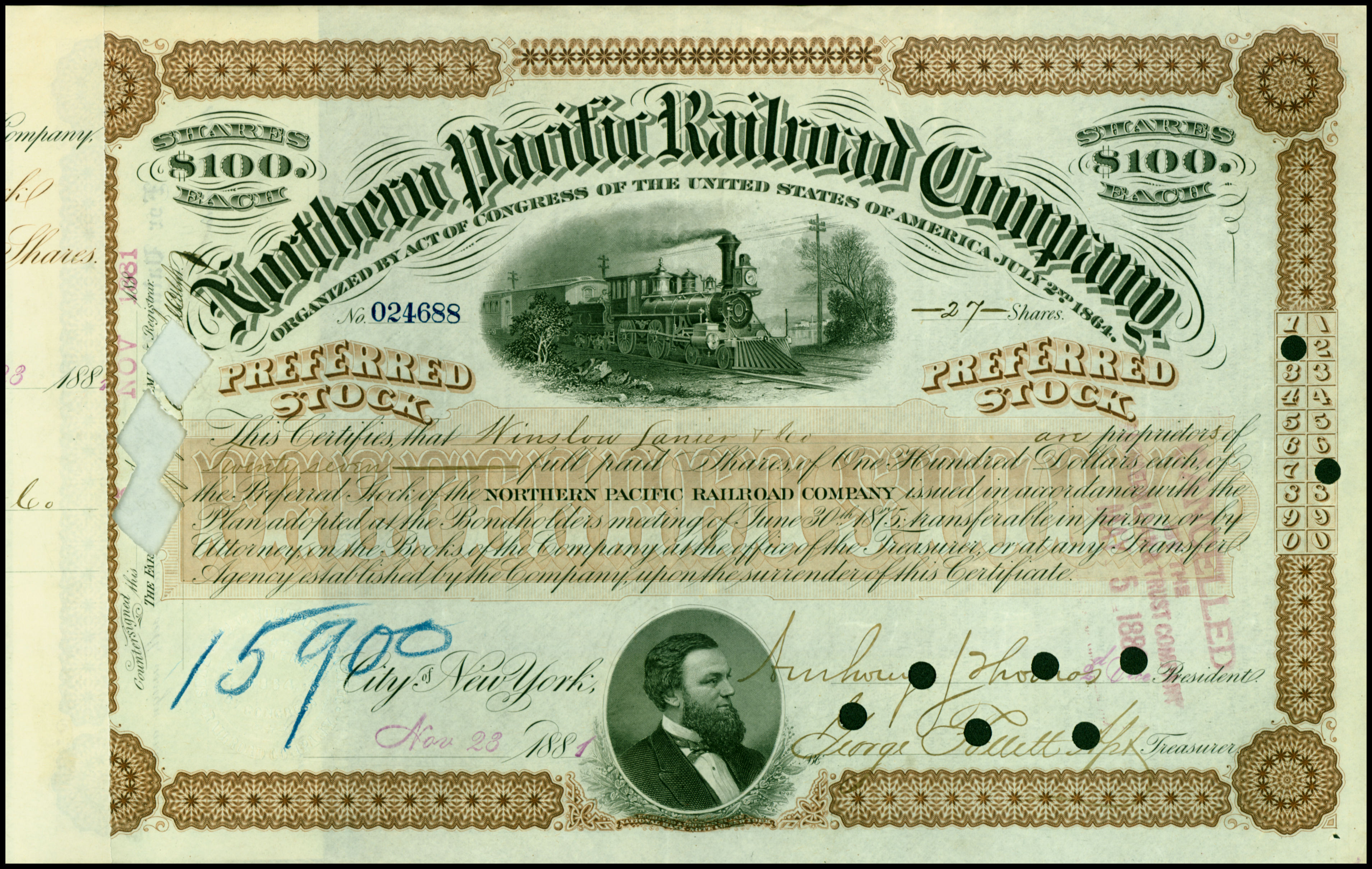
Vorzugsaktie der Northern Pacific Railroad Company vom 28. November 1881

1881 übernahm Henry Villard mit Hilfe europäischer Investoren die Kontrolle des Unternehmens, um seine nach dem Börsenkrach 1873 aufgebaute Monopolistenstellung im Transportgewerbe im Pazifischen Nordwesten zu behalten. Unter seiner Führung erfolgte am 8. September 1883 in Gold Creek bei Garrison (Montana) der Lückenschluss des Streckennetzes. Zwischen Wallula Junction unweit von Pasco und Portland mussten aber noch die Gleise der Oregon Railway and Navigation Company (OR&N) am Südufer des Columbia River entlang genutzt werden. Von dort gab es über Goble, wo eine Fährverbindung über den Columbia River nach Kalama bestand, einen Anschluss zum Puget Sound. Die OR&N befand sich zwar auch im Besitz von Villard, jedoch begann man bereits vor dem Einschlag des letzten Nagels in Gold Creek mit dem Bau einer alternativen Strecke über den Stampede Pass der Kaskadenkette, um die prosperierende Region um den Puget Sound auf direktem Weg zu erschließen. Bereits Ende 1883 brach das Imperium von Villard zusammen und die OR&N ging an die Union Pacific Railroad über. Die Ersatzstrecke mit dem Passtunnel wurde erst im Mai 1888 vollständig fertiggestellt und in Betrieb genommen, nachdem ab 1887 immerhin eine provisorische Verbindung mit Spitzkehren über den Stampede Pass befahrbar war.
Trotz dieses Erfolges lebte die Bahngesellschaft wie andere US-Bahnen ihrer Zeit von Verschuldung. Von 1887 bis 1893 kehrte Henry Villard in den Vorstand zurück, lehnte den Vorsitz jedoch ab. Stattdessen übernahm am 20. September 1888 Thomas Fletcher Oakes, ein Kollege Villards aus dessen Zeit bei der Kansas Pacific Railway, den Vorstandsvorsitz. Im Versuch, das Geschäft zu erweitern, wurde unter der Villard-Herrschaft unabhängig von einem tatsächlich vorhandenen Transportbedarf ein intensiver Bau von Nebenstrecken betrieben, nur um neue Gebiete erschließen zu können. Zusätzlich mussten in jener Zeit erste Erfahrungen im Wettbewerb mit der Great Northern Railway von James J. Hill gesammelt werden. Die Managementfehler führten zusammen mit geringem Verkehrsaufkommen und dem Börsenkrach 1893 zu einem zweiten Konkurs am 20. Oktober 1893. Nach drei Jahren Kampf über die Oberherrschaft wurde 1896 die Bahngesellschaft unter dem Namen Northern Pacific Railway weitergeführt und die Aufgabe, den unternehmerischen Wirrwarr zu entflechten, an J. P. Morgan abgegeben. 1900 wurde die St. Paul and Duluth Railroad und ein Jahr später die Seattle and International Railway erworben. 1901 übernahm die Northern Pacific gemeinsam mit der Great Northern Railway 98 % der Aktien der Chicago, Burlington and Quincy Railroad, wodurch der wichtige Zugang nach Chicago, in den zentralen Mittleren Westen und nach Texas ermöglicht wurde. Im selben Jahr wurde durch James J. Hill und J. P. Morgan die Northern Securities Co. gegründet. Unter deren Dach wurden die beiden im Besitz von Hill befindlichen Gesellschaften Northern Pacific und Great Northern vereint. Der Oberste Gerichtshof löste diese Verbindung 1904 per Beschluss auf. Trotzdem wurde durch die beiden Unternehmen 1905 die Spokane, Portland and Seattle Railway zum Bau einer Strecke von Spokane nach Portland gegründet.
Ein erneuter Versuch der Fusion beider Unternehmen wurde 1927 unternommen, der jedoch von der Interstate Commerce Commission nur unter starken Auflagen genehmigt worden wäre. Ab 1956 wurde erneut mit Studien über eine Fusion der Northern Pacific und der Great Northern begonnen. Dies führte am 2. März 1970 zur Bildung der Burlington Northern Railroad (BN).
1995 fusionierte die BN mit der Atchison, Topeka and Santa Fe Railway zur Burlington Northern Santa Fe Railway.

## Lokomotiven
Die ersten Lokomotiven der Gesellschaft waren 1870 vier kleine zweiachsige Baulokomotiven mit den Namen Minnetonka, Itaska, Ottertail und St. Cloud, die von der Firma Porter and Smith aus Pittsburgh gebaut worden waren. Die Minnetonka wurde mit dem Schiff über Kap Hoorn an die Westküste nach Kalama angeliefert. Sie ist heute im Lake Superior Railroad Museum in Duluth aufgestellt. Zum frühen American-Bestand (2’B) zählte die 1872 von den Baldwin Locomotive Works ausgelieferte Countess of Dufferin, die nach dem Einsatz in Minnesota und im Dakota-Territorium 1877 an die Canadian Pacific Railway verkauft wurde und dort als erste Lokomotive in den Prärieprovinzen zum Einsatz kam. Die ersten Ten-Wheeler (2’C) wurden 1882 von Baldwin geliefert.

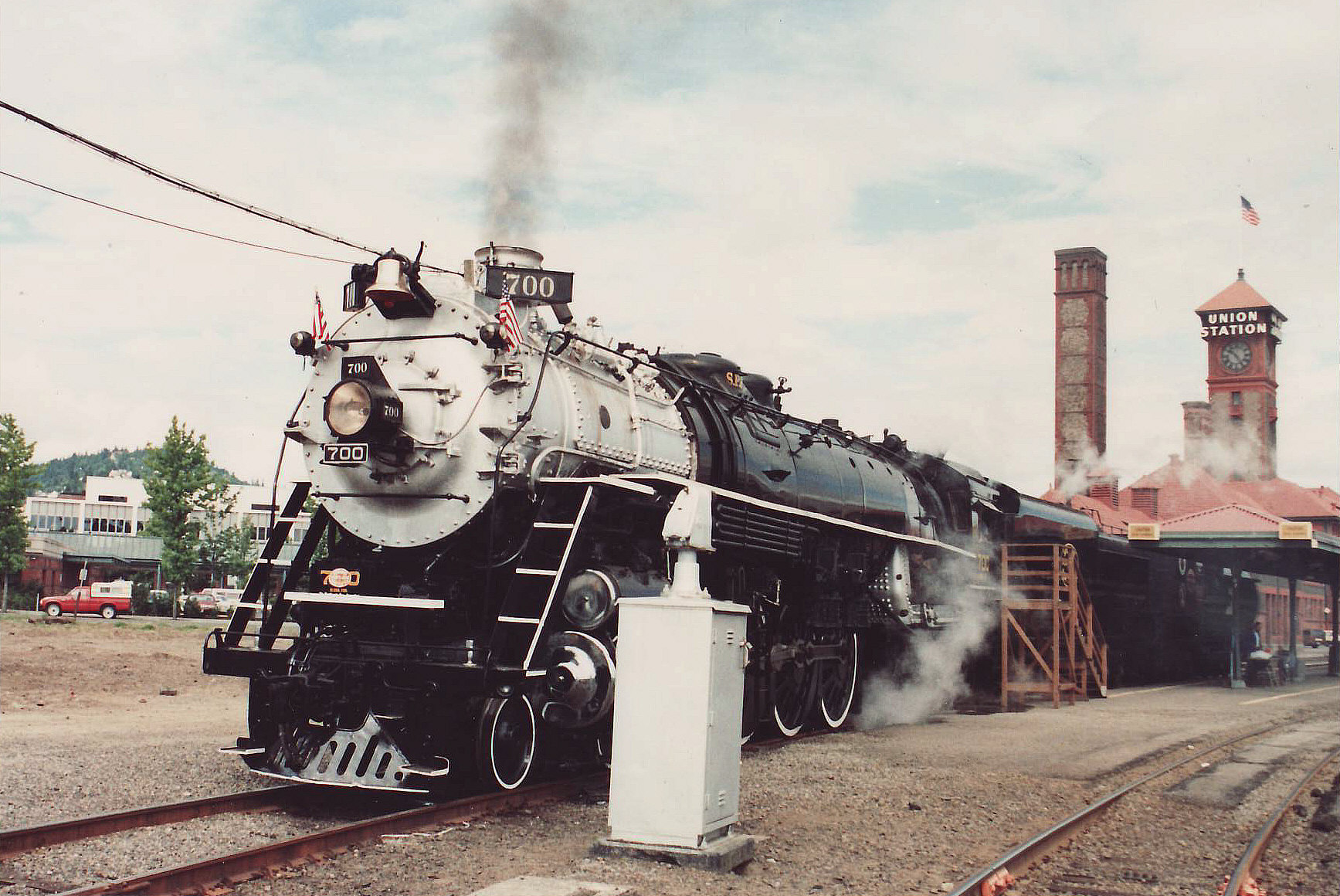
Spokane, Portland and Seattle 700, eine der Northern der NP baugleiche Lokomotive, 1991 in der Union Station von Portland (Oregon)

Die Northern Pacific war führend bei der Entwicklung moderner Dampflokomotiven. Sie gehörte zu den ersten US-Bahngesellschaften, die die Bauart Mikado (1’D1’) in Dienst stellten. Der Wunsch, halbfette Kohle von schlechter Qualität aus den unternehmenseigenen Minen in Rosebud (Montana) zu verbrennen, erforderte sogar eine völlig neue Entwicklung: Der Heizwert, der um die Hälfte unter dem von Anthrazitkohle lag, machte eine weitaus größere Feuerbüchse und deshalb eine zusätzliche Nachlaufachse notwendig. Dies führte von der Mountain zur Northern (2’D2’), die erstmals 1926 von Alco für die Bahngesellschaft gebaut und als Klasse A eingereiht wurde. Auch die erste Gelenklokomotive der Bauart Yellowstone (Achsformel (1’D)D2’) wurde 1928 von Alco erstmals für die Northern Pacific gebaut und als Nummer 5000 oder Klasse Z-5 eingereiht. Weitere Maschinen dieser Gattung wurden 1930 von Baldwin für die Bahngesellschaft gebaut. Sie wurden eingesetzt, um höhere Anhängelasten im Güterverkehr zu ermöglichen und um Mikados einschließlich deren Lokmannschaften einzusparen. Das ursprüngliche Einsatzgebiet war die namensgebende Yellowstone Division im Westen von North Dakota und im Osten von Montana. 1933 erwarb die Northern Pacific die Timken 1111, die erste Lokomotive mit Rollenlagern. Die Gesellschaft gab ihr die Nummer 2626 und reihte sie als Klasse A-1 ein. Sie bespannte bis 1957 Reisezüge in Washington, Oregon, Idaho und Montana und wurde anschließend verschrottet. Nach der Timken 1111 beschaffte die Northern Pacific mit Ausnahme der Klasse Z-6 ((2’C)C2’), die später umgebaut wurde, ausschließlich Dampflokomotiven mit Rollenlagern.
Die als Z-6, Z-7 und Z-8 eingereihten (2’C)C2’-Lokomotiven waren so groß, dass die Northern Pacific an vielen Stellen ihrer zweigleisigen Hauptstrecke in Montana das Lichtraumprofil erweitern musste. Sie fuhren bedingt durch die Abmessungen des Stampede-Tunnels unter dem Stampede-Pass niemals westlich von Easton (Washington).
1944 wurden mit der EMD FT die ersten Streckendieselloks eingeführt.

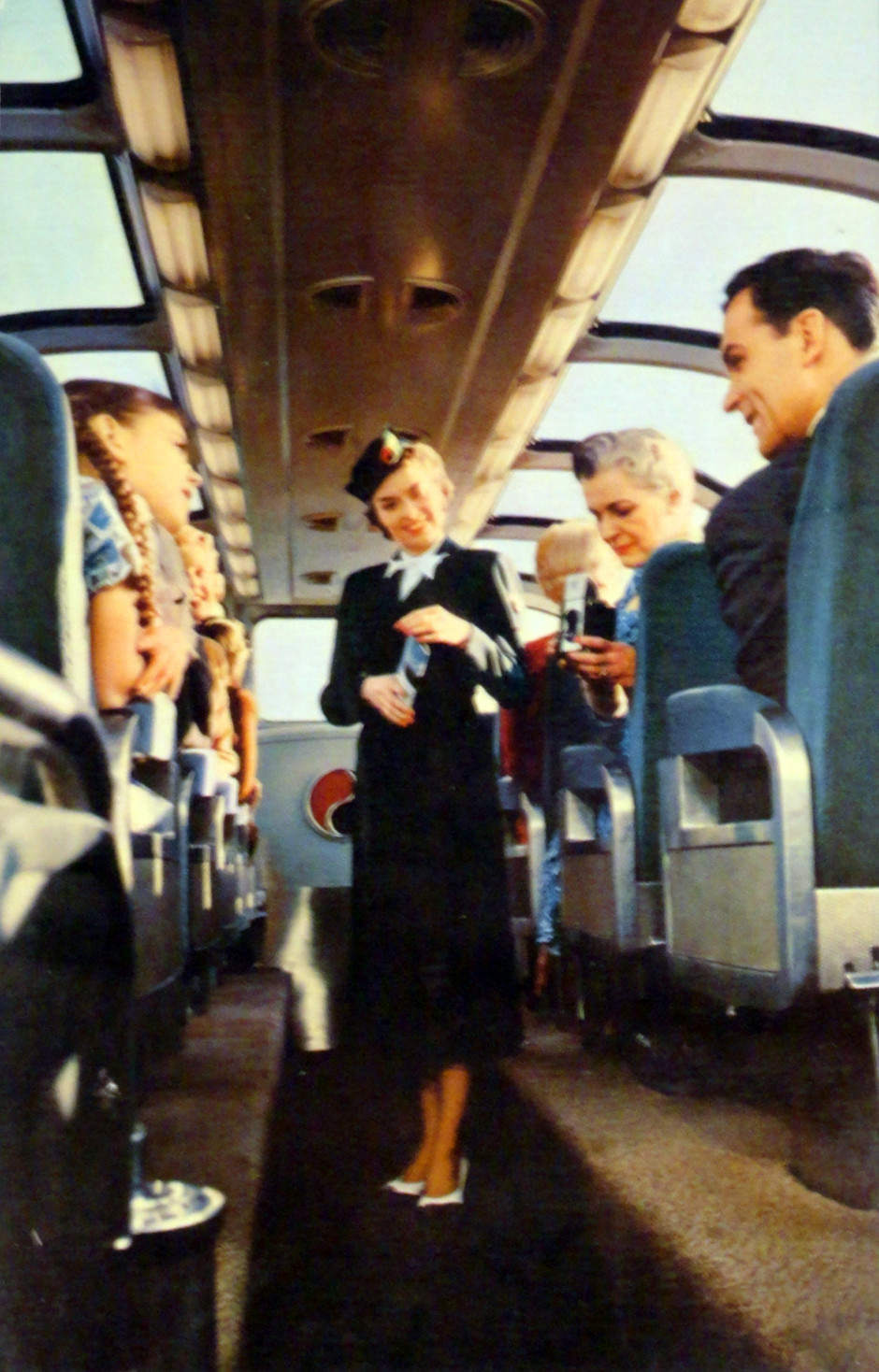
Blick in das Aussichtsdeck des North Coast Limited (etwa 1948)

## Personenverkehr
Der berühmteste Reisezug und das Flaggschiff der Gesellschaft war der North Coast Limited, der von Chicago nach Seattle über Butte und den Homestake Pass verkehrte. Er begann seinen Betrieb am 29. April 1900 und fuhr nach der Unternehmensfusion am 2. März 1970 noch kurzzeitig als Zug der Burlington Northern bis zum 30. April 1971, dem Vortag der Amtrak-Gründung. Der Betrieb von der Chicago Union Station nach St. Paul wurde von der Chicago, Burlington and Quincy Railroad über deren Hauptstrecke durch Wisconsin entlang des Mississippi River durchgeführt.
In der zweiten Reihe des Transkontinentalverkehrs fuhr der Alaskan, der am 16. November 1952 durch den Mainstreeter ersetzt wurde. Der Mainstreeter, der anders als der North Coast Limited über Helena und den Mullan Pass fuhr, verkehrte bis zur Gründung von Amtrak, wurde jedoch nach der letzten Fahrt des früheren Burlington-Zugs Black Hawk am 12. und 13. April 1970 auf den Zuglauf von und nach St. Paul gekürzt.
Die Northern Pacific beteiligte sich ferner zusammen mit der Great Northern Railway und der Union Pacific Railroad an der Verbindung Coast Pool Train von Portland nach Seattle. Die Coast Pool Trains der Northern Pacific und der Great Northern wurden ebenfalls bis zur Gründung von Amtrak erhalten.
Es gab verschiedene Reisezugläufe, die schon vor der Fusion zur Burlington Northern von der Bildfläche verschwanden. Dazu gehörten jene von St. Paul nach International Falls, die zeitweise gemeinschaftlich mit der Great Northern Railway und der Soo Line betriebene Verbindung von St. Paul nach Duluth, die von Duluth nach Staples, von St. Paul nach Jamestown (North Dakota) und von Fargo nach Winnipeg.